# Peter Jaks
Peter Jaks (Frýdek-Místek, 4 maggio 1966 – Bari, 5 ottobre 2011) è stato un hockeista su ghiaccio e dirigente sportivo svizzero, impegnato inoltre come commentatore tecnico per la RSI. Detiene il record di gol e assist messi a segno per l'HC Ambrì-Piotta, squadra in cui ha militato per tredici stagioni. È il fratello maggiore di Pauli Jaks, anch'egli ex hockeista su ghiaccio.

## Carriera

### Club
Trasferitosi dalla Cecoslovacchia in Svizzera, iniziò la propria carriera nelle giovanili dell'HC Ambrì-Piotta, nel 1982-83 fece una parentesi nelle file dell'HC Ascona, allora in prima divisione, giocando al fianco degli esperti Richard Farda e Rudolf Tajcnar, classificatosi il più giovane capocannoniere con 31 punti, e partecipando alle finali di promozione in Lega Nazionale B; fece ritorno ad Ambri segnando al proprio esordio nel 1983, quando i bianco-blu giocavano ancora in Lega Nazionale B. Dal 1985 al 1987 sempre con l'Ambrì-Piotta giocò in Lega Nazionale A, vincendo nella stagione 1986-1987 il premio per il maggior numero di gol segnati, 39 in 36 incontri.
Nel 1987 passò ai rivali storici dell'HC Lugano, dove vinse il titolo svizzero nella stagione 1987-88, e dove perse la finale l'anno successivo. Dal 1989 tornò in Leventina disputando nove stagioni ad alti livelli nelle quali la squadra giunse per quattro volte alle seminfinali dei play-off, segnando oltre 450 punti. Nel 1998 si trasferì a Zurigo presso i ZSC Lions, e per due stagioni consecutive, 1999-2000 e 2000-01, vinse il campionato nazionale, mentre fra il 2001 e il 2002 conquistò due edizioni della IIHF Continental Cup. Si ritirò nel 2003 dopo venti anni di carriera.

### Nazionale
Jaks debuttò in nazionale in occasione del Campionato mondiale nel 1987 in Austria, dove totalizzò sette punti, mentre nel 1988 fece il suo esordio olimpico nel torneo di hockey su ghiaccio dei XV Giochi olimpici invernali di Calgary.
Nel 1990 contribuì alla risalita della Svizzera dal Pool B al Gruppo A, disputando inoltre i mondiali del 1991. Nel 1992 per la seconda volta partecipò al torneo olimpico in occasione dei giochi olimpici invernali di Albertville. Le sue due ultime presenze internazionali furono nel 1996, nel Pool B, e nel mondiale casalingo del 1998. In 56 partite ufficiali con la rappresentativa elvetica mise a segno 29 punti.

### Dirigente
Subito dopo il ritiro dall'hockey giocato Jaks divenne direttore sportivo dell'HC Ambrì-Piotta. Nelle prime tre stagioni la squadra riuscì a raggiungere il traguardo dei play-off, tuttavia a partire dalla stagione 2005-06 le prestazioni calarono e l'Ambrì-Piotta giunse alla salvezza soltanto dopo i play-out. Nel 2009 con l'arrivo di Benoît Laporte in panchina mutò anche parte della struttura societaria, e Jaks lasciò l'incarico di direttore sportivo dei leventinesi.

## Dopo il ritiro
Peter Jaks ha svolto il ruolo di opinionista per le trasmissioni sportive dell'emittente svizzera RSI, spesso coprendo il ruolo di commentatore tecnico, alternandosi con Marco Baron, ex giocatore della NHL.
Il 2 ottobre 2011 lascia la propria casa di Bellinzona attorno alle 5:30, per poi venir rintracciato privo di documenti, in Italia, a Potenza, dai Carabinieri. Il 5 ottobre 2011, verso le 6.20, un uomo viene travolto da un treno presso la Stazione di Bari Santo Spirito, in Puglia. L'11 ottobre 2011 fu ufficializzata la notizia della sua morte, accertata definitivamente il giorno prima mediante comparazione tra le informazioni ed i referti offerti dal medico incaricato dalla famiglia del riconoscimento e particolari oggettivi rilevati sul cadavere dalla Polizia ferroviaria italiana d'intesa con la Polizia cantonale ticinese.
Il 7 ottobre la squadra ufficializzò il ritiro della sua maglia numero 19, dopo quelle di Dale McCourt e Nicola Celio. Nella stessa giornata fu stabilito l'inizio delle partite di Lega Nazionale A con un minuto di silenzio in ricordo del giocatore. Il 2 novembre 2012 in una breve cerimonia prima di un derby del Ticino fu innalzata sopra la Pista Valascia la maglia numero 19 appartenuta al giocatore.

## Statistiche
Statistiche aggiornate a luglio 2011.

### Giocatore

#### Club
| Stagione   | Squadra         | Stagione regolare | Stagione regolare | Stagione regolare | Stagione regolare | Stagione regolare | Stagione regolare | Playoff | Playoff | Playoff | Playoff | Playoff |
| Stagione   | Squadra         | Lega              | P                 | G                 | A                 | Pt                | PIM               | P       | G       | A       | Pt      | PIM     |
| ---------- | --------------- | ----------------- | ----------------- | ----------------- | ----------------- | ----------------- | ----------------- | ------- | ------- | ------- | ------- | ------- |
| 1983-1984  | HC Ambrì-Piotta | LNB               | -                 | -                 | -                 | -                 | -                 | -       | -       | -       | -       | -       |
| 1984-1985  | HC Ambrì-Piotta | LNB               | -                 | -                 | -                 | -                 | -                 | -       | -       | -       | -       | -       |
| 1985-1986  | HC Ambrì-Piotta | LNA               | 36                | 21                | 13                | 34                | 8                 | -       | -       | -       | -       | -       |
| 1986-1987  | HC Ambrì-Piotta | LNA               | 36                | 39                | 23                | 62                | 23                | 5       | 2       | 2       | 4       | 2       |
| 1987-1988  | HC Lugano       | LNA               | 36                | 38                | 21                | 59                | 22                | 4       | 1       | 1       | 2       | 0       |
| 1988-1989  | HC Lugano       | LNA               | 36                | 28                | 11                | 39                | 20                | 10      | 7       | 2       | 9       | 11      |
| 1989-1990  | HC Ambrì-Piotta | LNA               | 36                | 28                | 21                | 49                | 20                | 2       | 0       | 1       | 1       | 14      |
| 1990-1991  | HC Ambrì-Piotta | LNA               | 36                | 36                | 35                | 71                | 59                | 4       | 2       | 5       | 7       | 9       |
| 1991-1992  | HC Ambrì-Piotta | LNA               | 36                | 22                | 23                | 45                | 42                | 10      | 8       | 5       | 13      | 4       |
| 1992-1993  | HC Ambrì-Piotta | LNA               | 26                | 12                | 4                 | 16                | 51                | 9       | 3       | 3       | 6       | 4       |
| 1993-1994  | HC Ambrì-Piotta | LNA               | 36                | 24                | 18                | 42                | 16                | 2       | 1       | 2       | 3       | 0       |
| 1994-1995  | HC Ambrì-Piotta | LNA               | 32                | 21                | 18                | 39                | 26                | 3       | 0       | 0       | 0       | 2       |
| 1995-1996  | HC Ambrì-Piotta | LNA               | 36                | 24                | 22                | 46                | 22                | 7       | 4       | 4       | 8       | 29      |
| 1996-1997  | HC Ambrì-Piotta | LNA               | 43                | 24                | 30                | 54                | 20                | -       | -       | -       | -       | -       |
| 1997-1998  | HC Ambrì-Piotta | LNA               | 37                | 28                | 15                | 43                | 22                | 14      | 4       | 9       | 13      | 39      |
| 1998-1999  | ZSC Lions       | LNA               | 40                | 25                | 26                | 51                | 20                | 7       | 4       | 3       | 7       | 4       |
| 1999-2000  | ZSC Lions       | LNA               | 45                | 16                | 21                | 37                | 38                | 14      | 5       | 4       | 9       | 14      |
| 2000-2001  | ZSC Lions       | LNA               | 41                | 14                | 15                | 29                | 16                | 16      | 2       | 10      | 12      | 12      |
| 2001-2002  | ZSC Lions       | LNA               | 44                | 21                | 17                | 38                | 53                | 17      | 6       | 7       | 13      | 10      |
| 2002-2003  | ZSC Lions       | LNA               | 42                | 14                | 14                | 28                | 39                | 11      | 3       | 1       | 4       | 4       |
| Totale LNA | Totale LNA      | Totale LNA        | 674               | 435               | 347               | 782               | 517               | 135     | 52      | 59      | 111     | 158     |

#### Nazionale
| Stagione        | Livello         | Risultati       | Risultati | Risultati | Risultati | Risultati | Risultati |
| Stagione        | Livello         | Competizione    | P         | G         | A         | Pt        | PIM       |
| --------------- | --------------- | --------------- | --------- | --------- | --------- | --------- | --------- |
| 1987            | Svizzera        | Mondiale        | 10        | 3         | 4         | 7         | 6         |
| 1988            | Svizzera        | Giochi Olimpici | 6         | 2         | 3         | 5         | 4         |
| 1990            | Svizzera        | Mondiale Pool B | 7         | 2         | 0         | 2         | 0         |
| 1991            | Svizzera        | Mondiale        | 10        | 0         | 2         | 2         | 4         |
| 1992            | Svizzera        | Giochi Olimpici | 7         | 1         | 0         | 1         | 0         |
| 1996            | Svizzera        | Mondiale Pool B | 7         | 4         | 6         | 10        | 2         |
| 1998            | Svizzera        | Mondiale        | 9         | 2         | 0         | 2         | 6         |
| Totale carriera | Totale carriera | Totale carriera | 56        | 14        | 15        | 29        | 22        |

### Dirigente
| Stagione  | Squadra      | Lega | Ruolo           | Note |
| --------- | ------------ | ---- | --------------- | ---- |
| 2003-2004 | Ambrì-Piotta | NLA  | General Manager |      |
| 2004-2005 | Ambrì-Piotta | NLA  | General Manager |      |
| 2005-2006 | Ambrì-Piotta | NLA  | General Manager |      |
| 2006-2007 | Ambrì-Piotta | NLA  | General Manager |      |
| 2007-2008 | Ambrì-Piotta | NLA  | General Manager |      |
| 2008-2009 | Ambrì-Piotta | NLA  | General Manager |      |

## Palmarès

### Club
- Campionato svizzero: 3

 Lugano: 1987-88
 ZSC Lions: 1999-00, 2000-01
- IIHF Continental Cup: 2

 ZSC Lions: 2000-01, 2001-02

### Nazionale
- Campionato mondiale di hockey su ghiaccio - Pool B: 1

 Svizzera: 1990

### Individuale
- Lega Nazionale A:

1986-87: Maggior numero di gol (39 reti)